# A Csoszon-dinasztia királysírjai
A Csoszon-dinasztia királysírjai (hangul: 조선왕릉, Csoszon vangnung, handzsa: 朝鮮王陵, RR: Joseon wangneung) 40 királyi sírt foglalnak magukba a koreai Csoszon (Joseon)-korból, melyekbe 1408 és 1966 között temetkeztek, és 18 helyszínen találhatóak Dél-Korea területén. A királysírokat 2009-ben felvették az UNESCO világörökség-programjába. Észak-Korea területén is található két Csoszon (Joseon)-kori királysír, ezek nem képezik részét a világörökségnek.
A sírok egy része önállóan, más részük sírcsoportokba rendezve található. Három típusuk létezik: a királysír (nung (neung)), a koronahercegi sír (von (won)) és a királyi család többi tagjának kijáró nyughely (mjo (myo)). A sírok felépítése, elhelyezkedése szigorú szabályokhoz kötött volt, így a nagy részük hasonló felosztású és berendezésű, az adott korszakra jellemző apróbb stílusbeli eltérésekkel. A koreai királyi temetkezési szokások, rítusok szintén dogmatikus jellegűek voltak.

## Elhelyezkedés és felépítés

### Elhelyezkedés
Összesen 42 Csoszon (Joseon)-kori királysír maradt fenn, ebből 40 található Dél-Koreában, kettő pedig Észak-Koreában. A világörökség részévé vált 40 sír egy része a mai Szöul területén fekszik, más része Kjonggi (Gyeonggi) tartományban, egy pedig Kangvon (Gangwon) tartományban, Szöultól keletre.
Az ősökre való megemlékezés fontos aspektusa a koreai kultúrának, a királyi sírok helyének kijelölésekor a konfuciánus gyakorlatok és a geomancia elveit vették figyelembe. A hiedelem szerint, ha spirituális szempontból megfelelő helyre temetik a holtat, a léleknek megfelelő lakhelyet biztosítva, akkor a föld jó energiáit felhasználva az elhunyt szerencsét hoz majd az élők számára.
Ennek megfelelően a királyok, királynék sírjait is szigorú szabályok szerint választották ki. A geomancia elvei alapján a sírnak a síkság és domb találkozásánál kell feküdnie, domboldalban, víz felé nézve, természetes formációk által elzárt területen, és nem lehet hegyen. A helyszínnek legalább négy kilométerre kellett lennie a fővárostól, de nem távolabb 40 kilométernél. Ugyancsak nem lehetett település közvetlen közelében.

### Felépítés

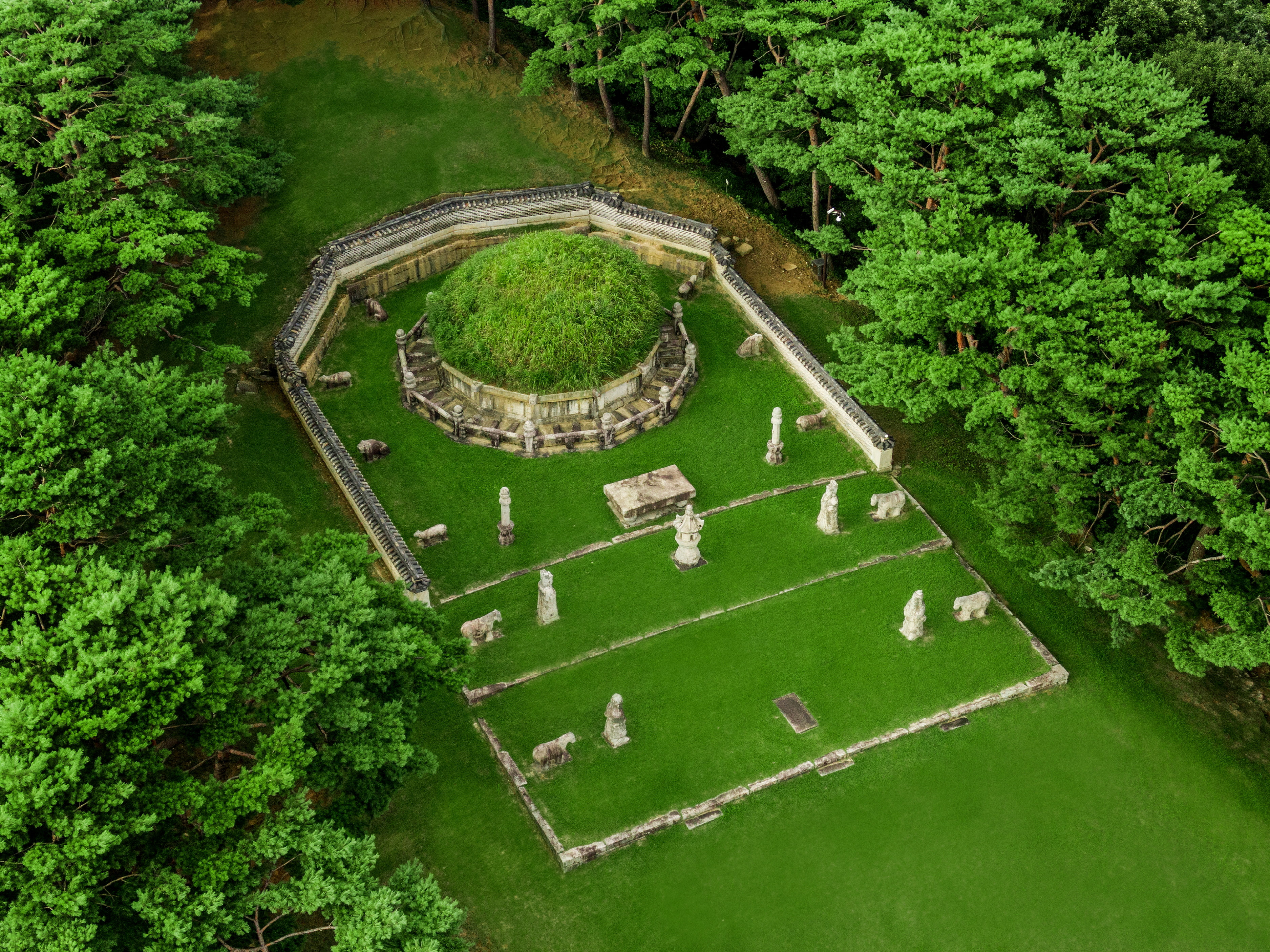
A Konvollung (Geonwollung) sír felülnézete

Egy-egy sír építése három-öt hónapot vett igénybe, és mintegy 6-9000 munkás dolgozott rajta. Az építkezés idejére a testet jéggel konzerválták. A királysírokat 3,2–3,3 méter mélyre ásták, ami duplája a közemberekének, geomanciális okokból (az energia jobb áramlása miatt). A szabályok szerint a sír kialakításánál csak minimálisan lehetett beleavatkozni a környezetbe, ami a természet tiszteletét mutatja.
A konfuciánus szokások szerint a sírokat három részre osztották: temetkezési részre („szent terület”), a rituálék részére (ahol a szent és a világi terület találkozik), valamint a bejárati részre (világi terület).
Három részre osztották a temetkezési részt: felső, középső és alsó. A felső részben lakozott a halott király lelke, a sírhalom alatt. Ebben a részben található egy tigris és egy bárány szobra, egy kőasztal és egy pár kőoszlop, melyeket félköríves kőfal vesz körbe. A középső részben egy kőlámpás, valamint civil tisztviselők szobrai állnak, az alsó részben katonai tisztviselők és lovak szobrai.
A rituálék területén végezték a megemlékezést. A király kiszállt a hordszékéből, és a vörös kapun keresztül lépett be a szent területre. A király (vagy a rituálét végző személy) ezt követően négyszer meghajolt, majd az ösvényen az áldozati ételeket felsorakoztató asztalhoz ment a T alakú szentélyépületbe. A bejárati területen találhatóak a rituáléhoz szükséges előkészületek helyszínei, valamint a sír felügyelőjének lakrésze.
Az épületek, szobrok elhelyezkedése, a sír kialakítása meghatározott rend szerint történt, így az összes sír nagyjából hasonló kialakítású. Ennek ellenére minimális eltérések akadnak, az épületek szobrok stílusa is különbözik, tükrözve az adott korszak kultúráját. A sírhalmok egymáshoz való elrendezése is változó. Némelyik sírkomplexum egyetlen halomból áll, vagy egy személy (tannung (danneung)), vagy egy pár részére (hapcsangnung (hapjangneung)) építve. Vannak kettős és hármas sírhalmok horizontálisan elhelyezve (sszangnung (ssangneung), szamjonnung (samyeonneung)), máshol két sírhalom van vertikálisan egy sorban (tongvon szangharung (dongwon sanghareung)) vagy külön (tongvon jigangnung (dongwon yigangneung)).
A sír felépítése:
1. Kokcsang (Gokjang) (곡장): kőfal félkörívben a sírhalom körül.
2. Szokho (Seokho) (석호): tigris alakú, kifelé tekintő szobor, melynek feladata a sírhalom védelme.
3. Szogjang (Seogyang) (석양): bárány alakú szobor, mely az elhunyt lelkéért imádkozik, feladata a gonosz szellemek távol tartása.
4. Mangdzsuszok (Mangjuseok) (망주석): a sírhalom bejáratánál két oldalt emelt kőoszlop
5. Pongbun (Bongbun) (봉분): a sírhalom, ahová a királyt vagy királynét temették. Egyéb nevei nungcshim (neungchim) (능침) vagy nungszang (neungsang) (능상).
6. Nanganszok (Nanganseok) (난간석): kőkerítés a sírhalom körül
7. Honjuszok (Honyuseok) (혼유석): kőasztal a sírhalom előtt. A nevének jelentése olyan kő, amely kihívja a lelket a sírból.
8. Muninszok (Muninseok) (문인석): civil hivatalnokok szobrai
9. Csangmjongdung (Jangmyeongdeung) (장명등): kőlámpás az elhunyt lelkének vigasztalására
10. Szongma (Seongma) (석마): kőből készült lószobor
11. Muinszok (Muinseok) (무인석): katonák szobrai
12. Jegam (Yegam) (예감): itt égették el a rituálé után a papírra vetett imát.
13. Pigak (Bigak) (비각): ebben az épületben egy kő emlékmű áll, a király és a királyné nevével az első oldalán, hátsó oldalán pedig a király tetteinek leírásával.
14. Csongdzsagak (Jeongjagak) (정자각): ebben az épületben tartják a megemlékezési rituálét. Nevét az alakjáról kapta, ami a kínai 丁 írásjegy. Az épületbe a jobb (keleti) oldalon léptek be és bal (nyugati) oldalon hagyták el.
15. Cshamdo (Chamdo) (참도): a kaputól a csongdzsagak (jeongjagak) szentélyig vezető kövezett ösvény. Két részre oszlik, a bal oldali rész magasabban fekszik, elnevezése sindo (신도), azaz „Istenek útja”, míg a jobb oldali rész alacsonyabban van, elnevezése odo (eodo) (어도), azaz „A király útja”. A koreai hagyomány szerint a látogatók csak az utóbbin közlekedhetnek.
16. Szuragan (Suragan) (수라간): itt készítették el a rituáléhoz használt ételeket.
17. Szubokpang (Subokbang) (수복방): ebben az épületben lakott a sír őrzője.
18. Peü (Baewi) (배위): a kapu mellett téglalap alakban elrendezett kövek, melyeknél a király, illetve a rituálét vezető hivatalnokok térdelve imádkoztak az elhunytért. További elnevezései: phanü (panwi) (판위) vagy obeszok (eobaeseok) (어배석).
19. Hongszalmun (Hongsalmun) (홍살문): a sírkomplexum bejáratát őrző vörös színű kapu, mely azt jelzi, hogy a mögötte lévő terület szent.

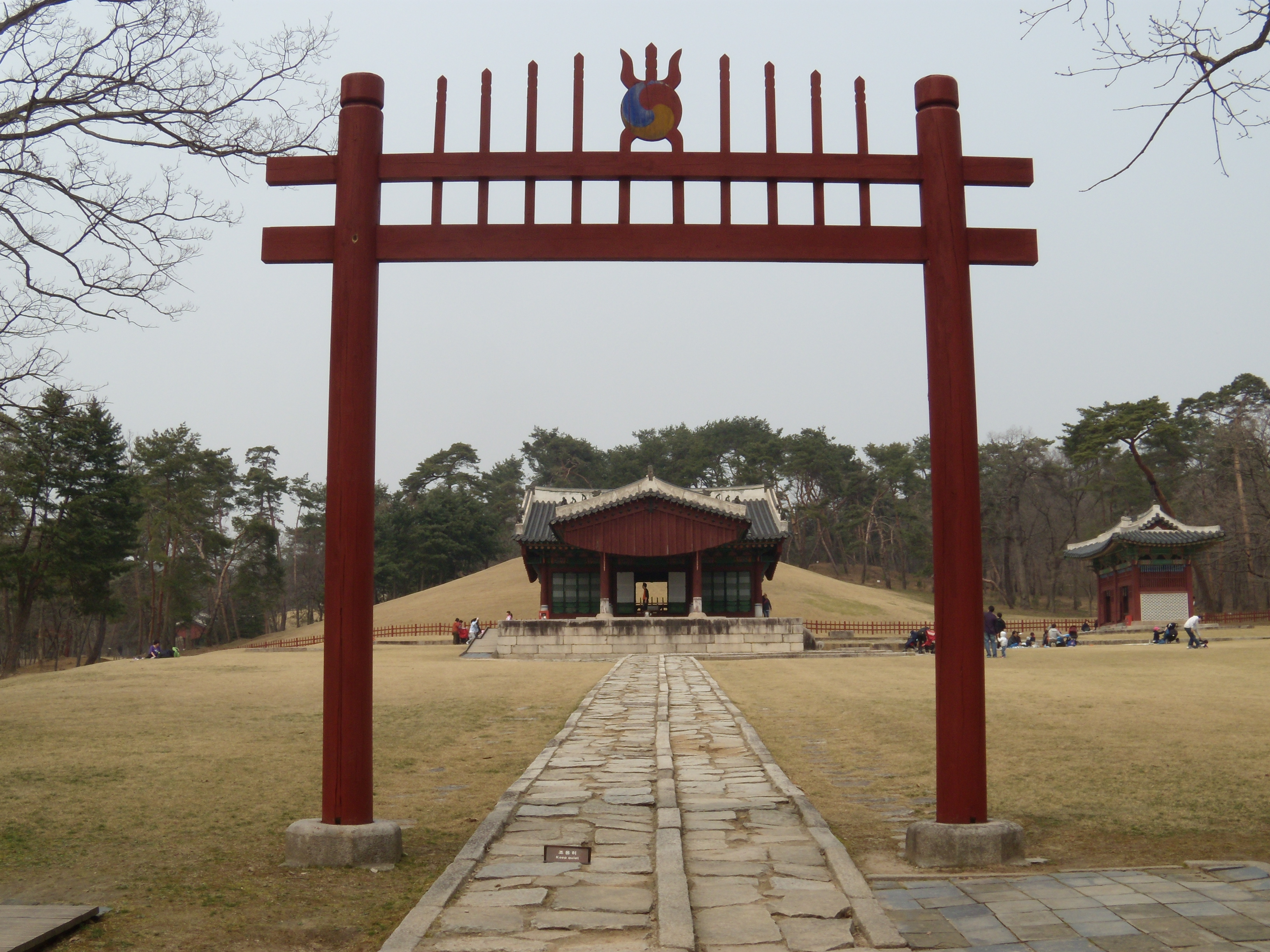
Hongszalmun (Hongsalmun)
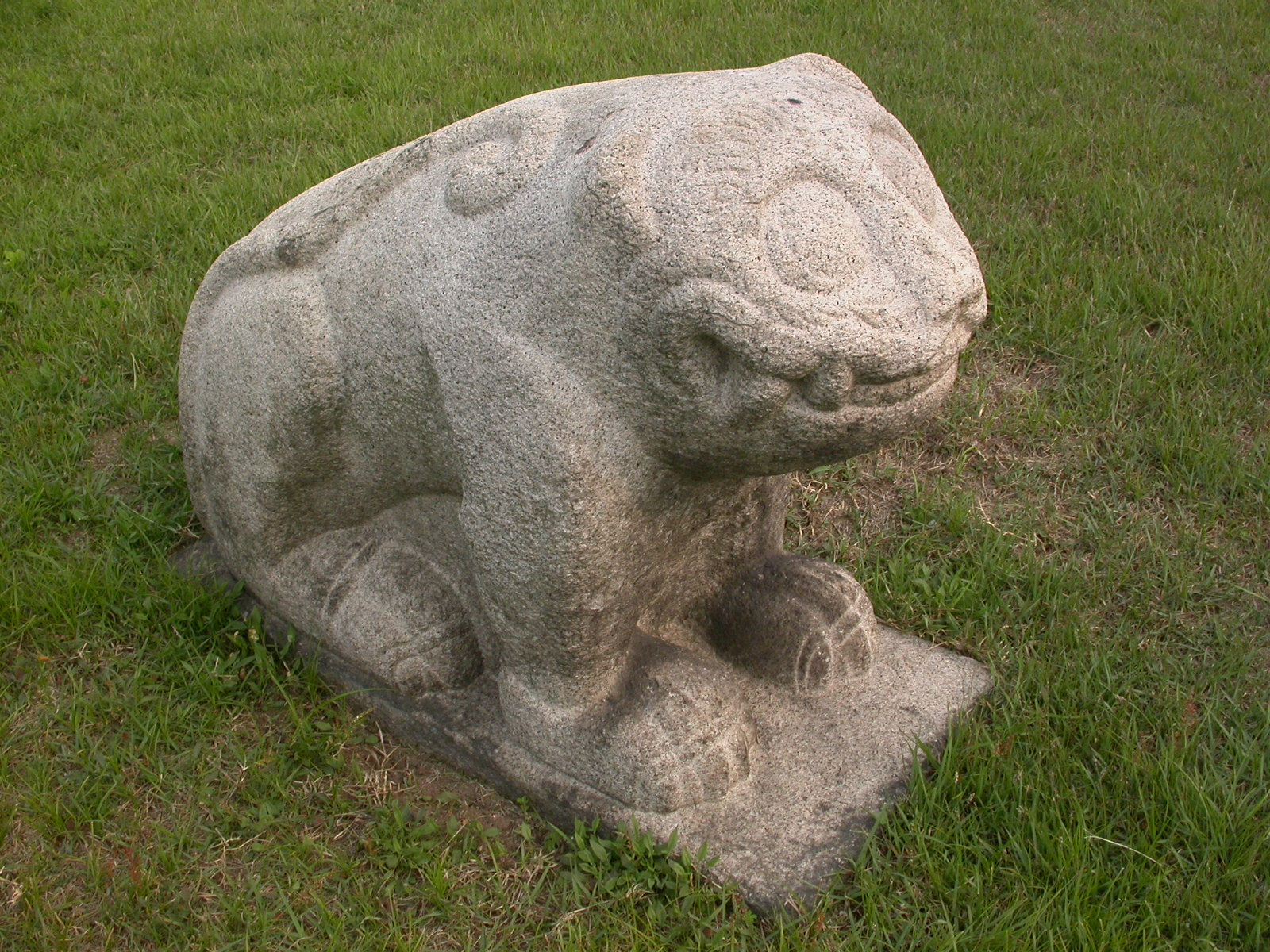
Szokho (Seokho)
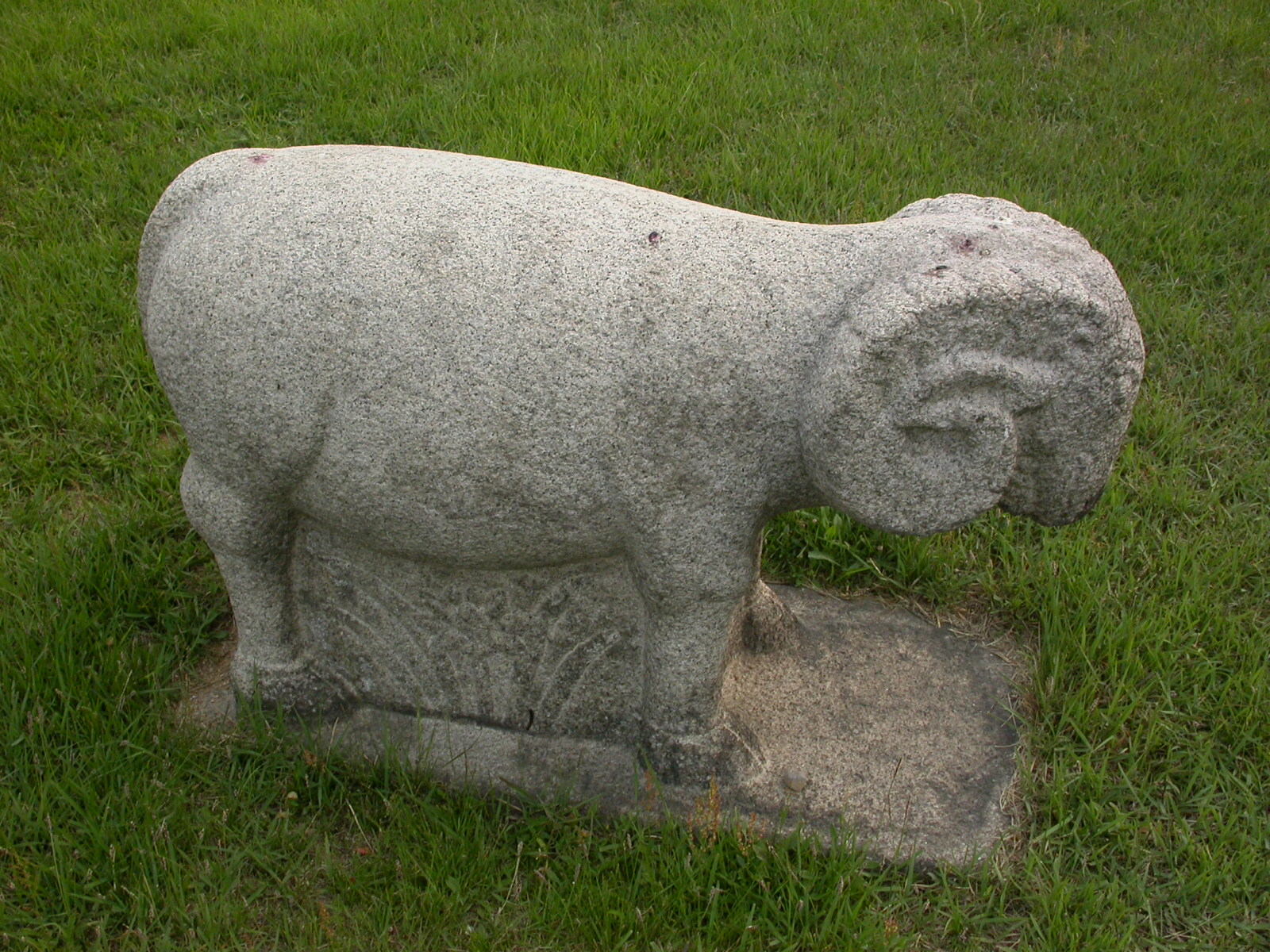
Szogjang (Seogyang)
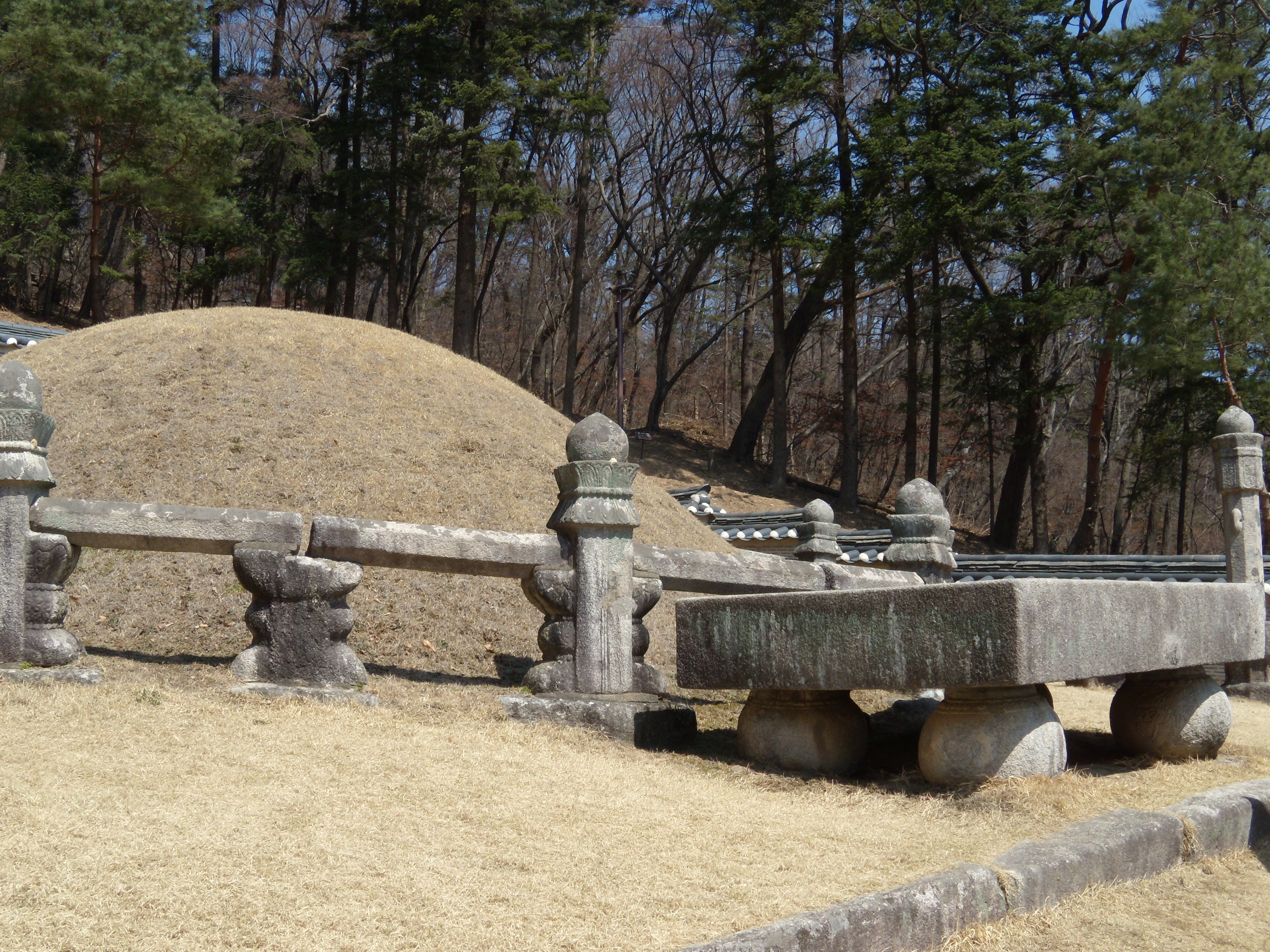
Honjuszok (Honyuseok) és Nanganszok (Nanganseok)
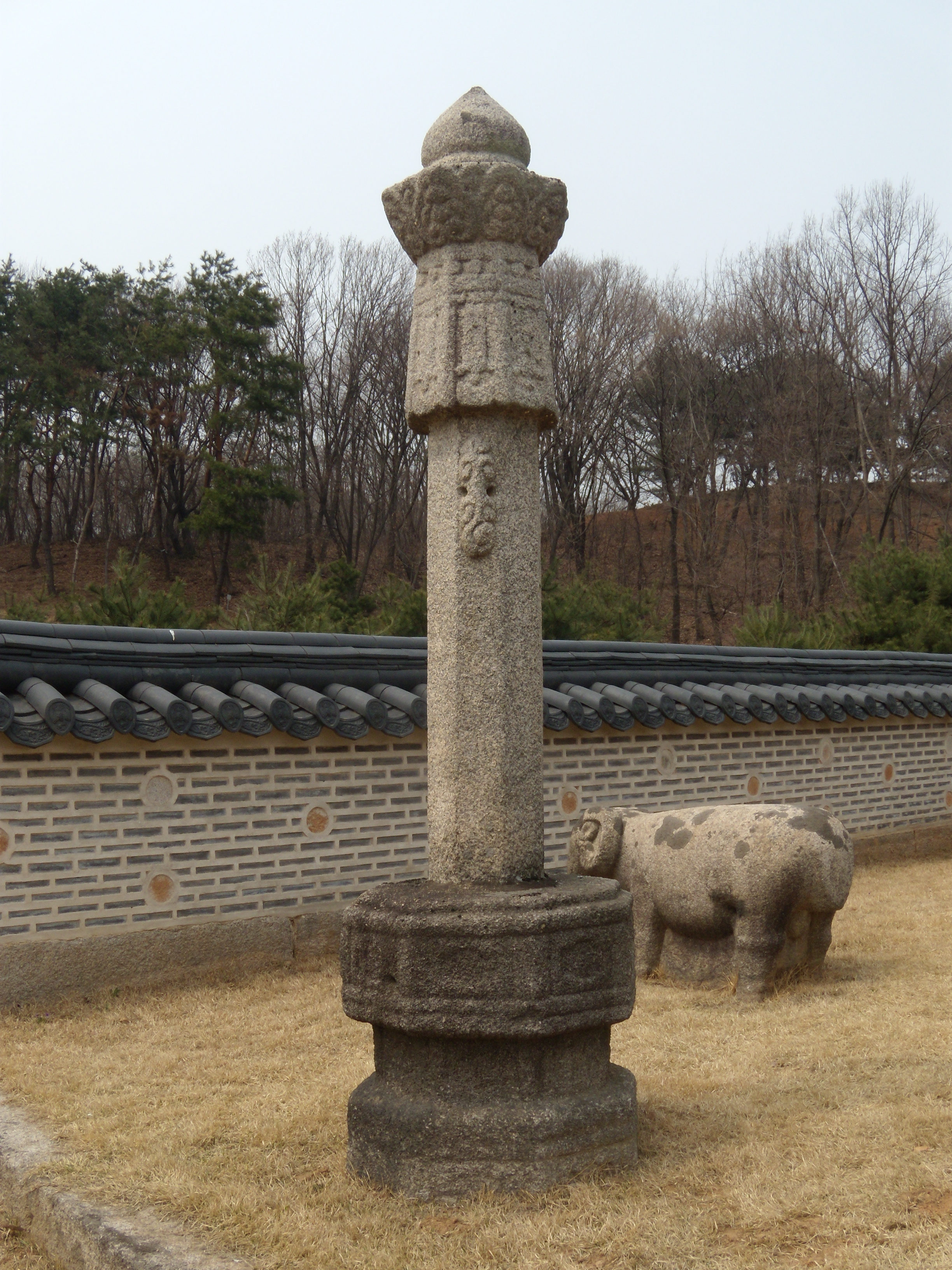
Mangdzsuszok (Mangjuseok)
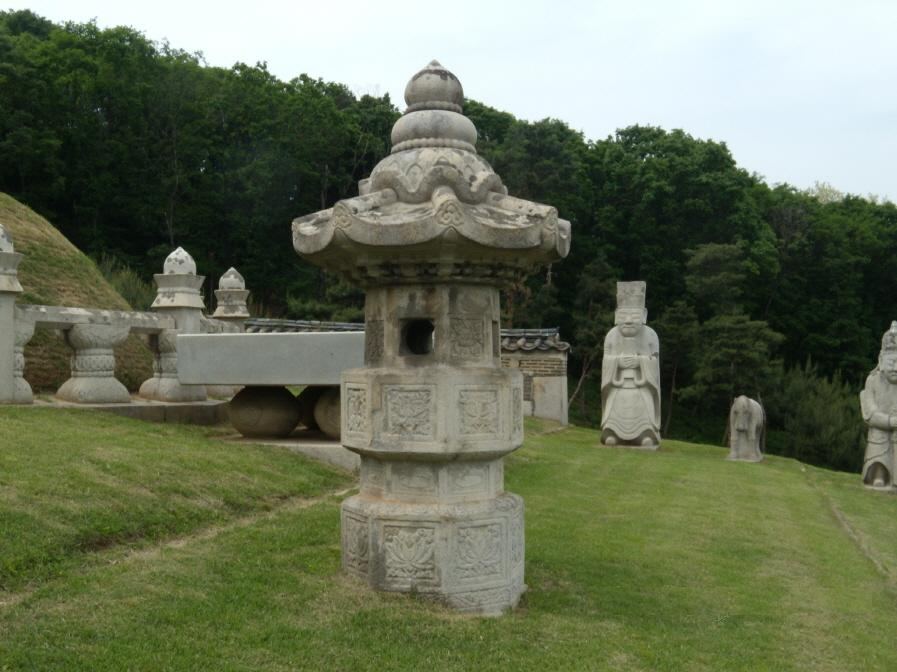
Csangmjongdung (Jangmyeongdeung)
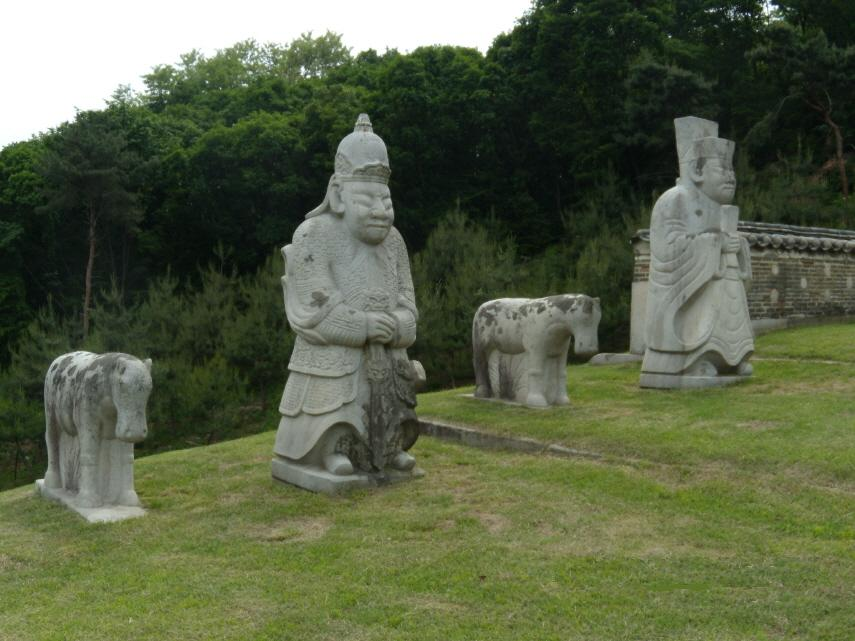
Muninszok (Muninseok), Muinszok (Muinseok) és Szongma (Seongma)
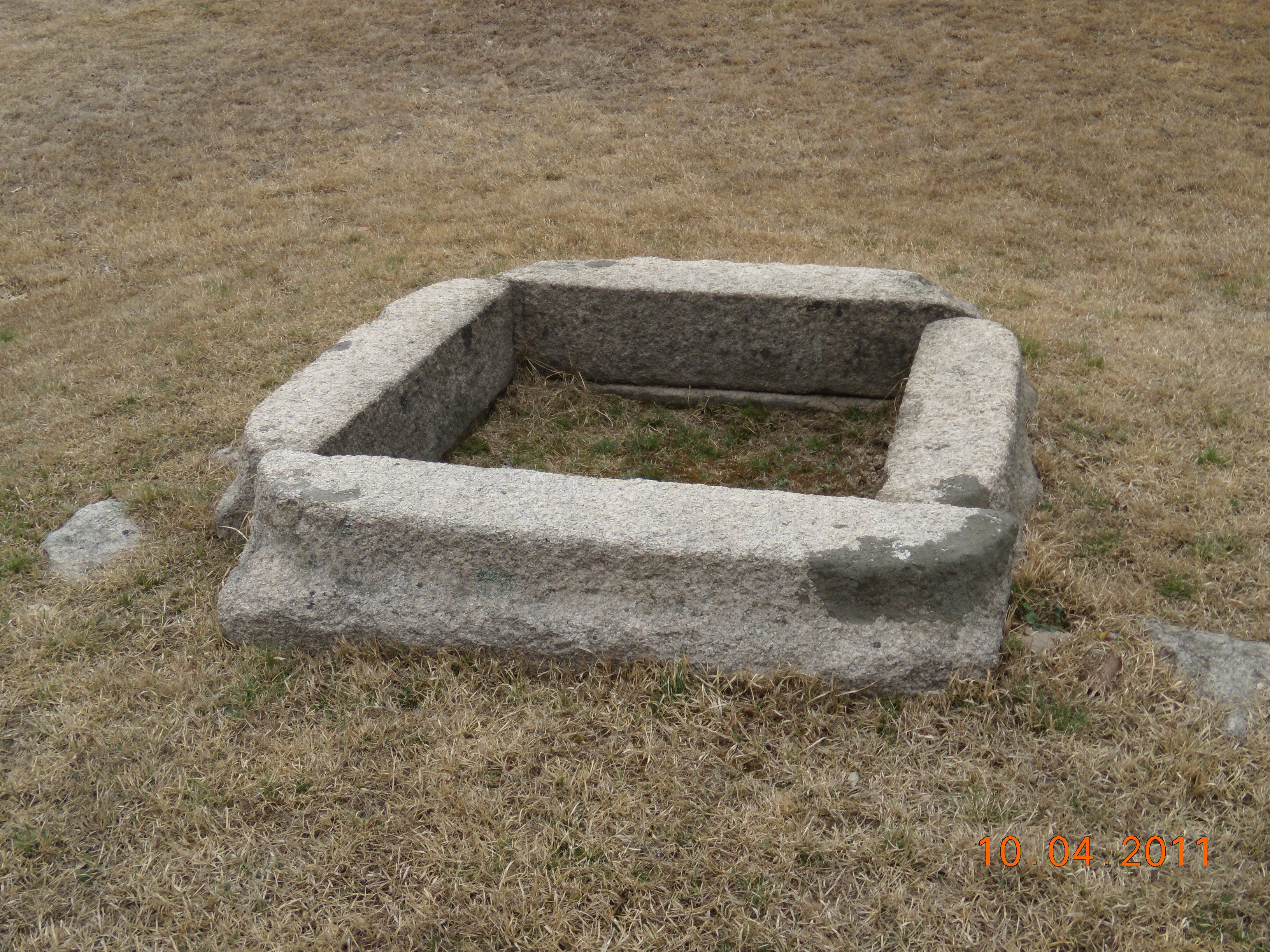
Jegam (Yegam)

## A sírok

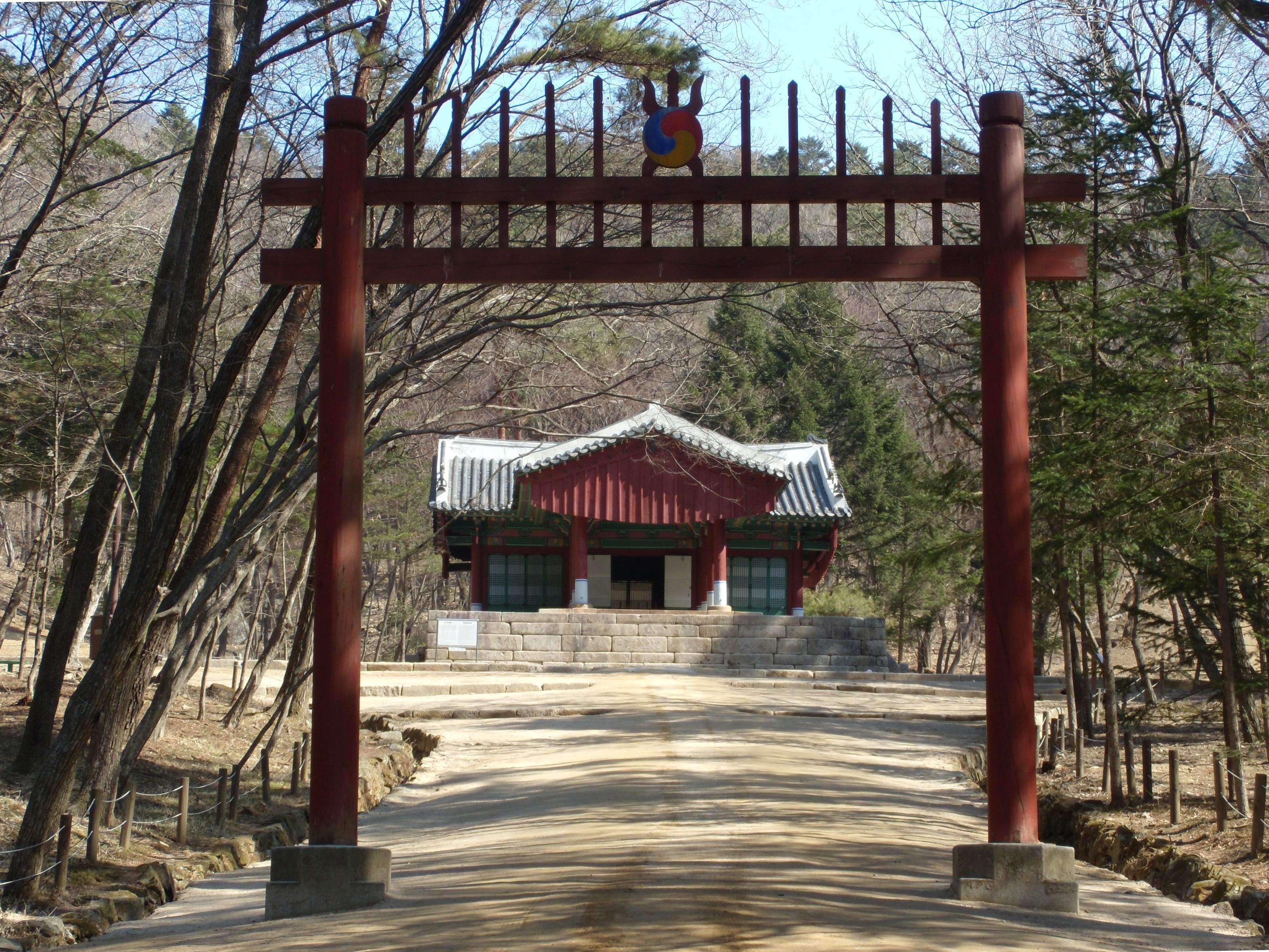
Kvangnung (Gwangneung) bejárata

A sírok elnevezése és kialakítása a halott rangjától függött. A királyok és királynék sírja a nung (neung) (릉), a koronaherceg és koronahercegné sírja a von (won) (원), a királyi család többi tagjáé pedig a mjo (myo) (묘). Két király is mjo (myo) típusú sírban nyugszik, Jonszangun (Yeonsangun) és Kvanghegun (Gwanghaegun), ők ugyanis nem kaptak posztumusz nevet, vagyis egyszerű hercegként temették el őket. Emiatt a világörökségi jelölésben sem szerepelnek. A sírkomplexumokban 7 mjo (myo) és 8 von (won) típusú sír is található a királysírok (nung (neung)) mellett; az országban összesen 13 von (won) és 64 mjo (myo) típusú sír van.
A 42 királysírból negyven található a világörökségi listán, kettő Észak-Korea területén van: a Cserung (Jereung) (제릉), Thedzso (Taejo) király feleségének, Sini (Sinui)nek (신의) a sírja; valamint a Hurung (Hureung) (후릉), Csongdzsong (Jeongjong) király és Csongan (Jeongan) (정안) királyné sírja.
A listában a sírok sírcsoportok szerint vannak elrendezve magyar ábécérendben. A sírcsoportokban található nem királyi sírok jelzése dőlt betűs.

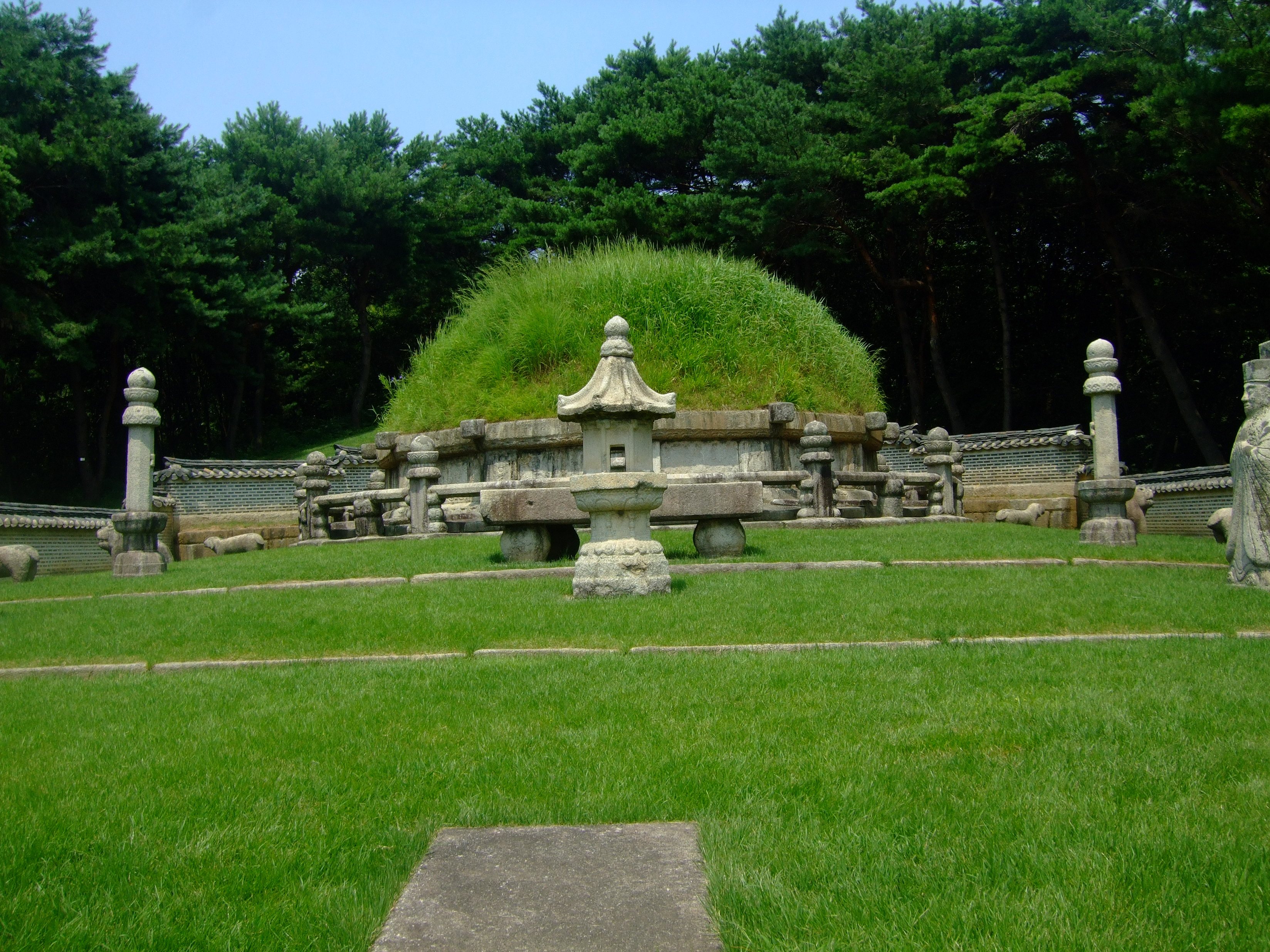
Konvollung (Geonwolleung)

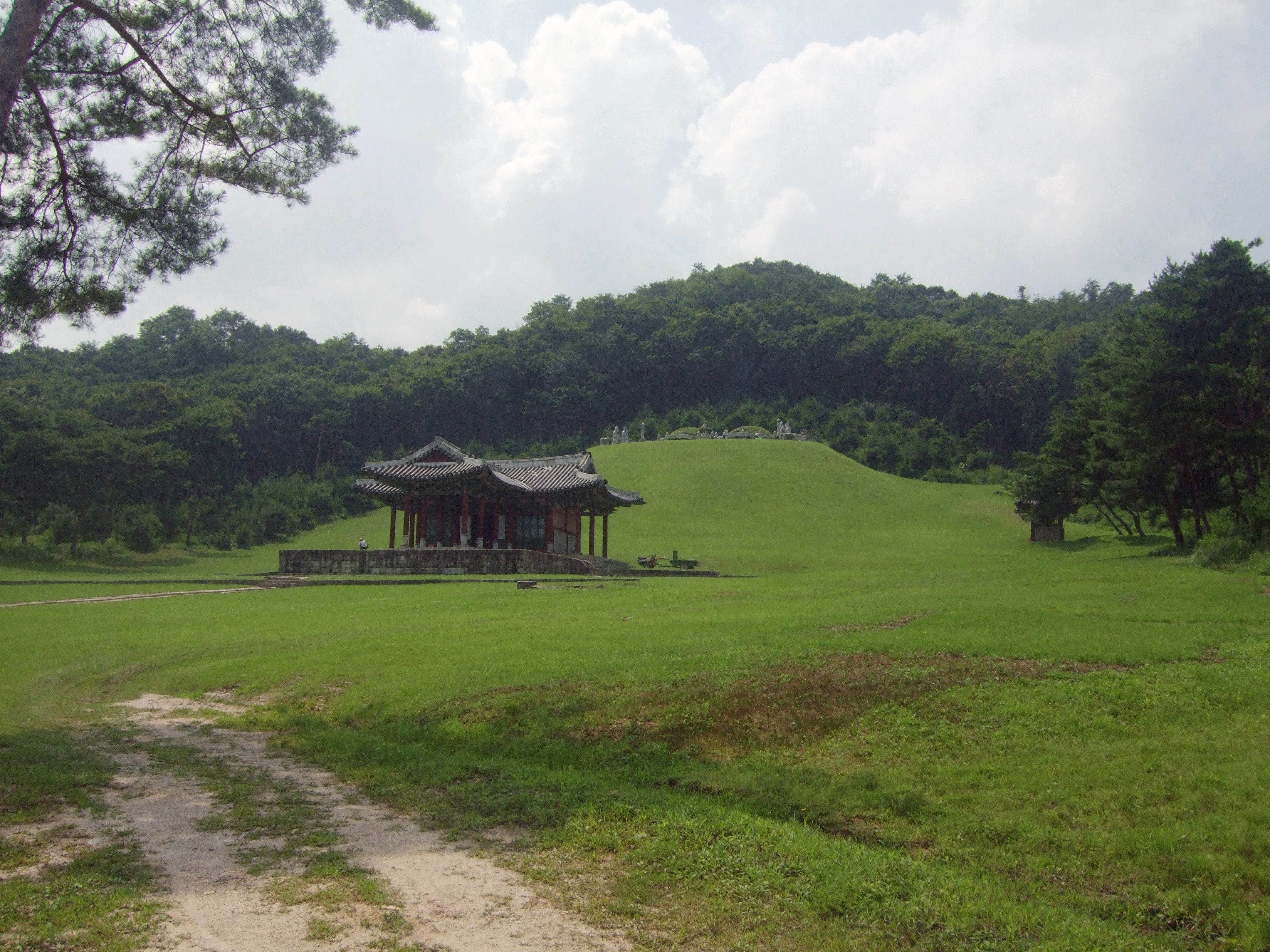
Szungnung (Sungneung)

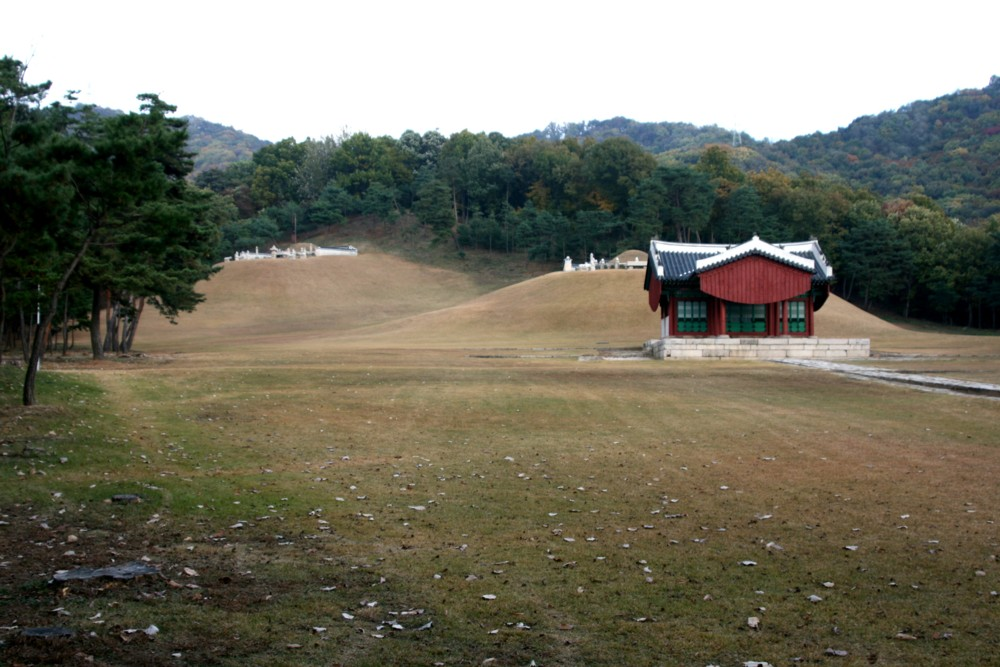
Szoszamnung (Seosamneung)

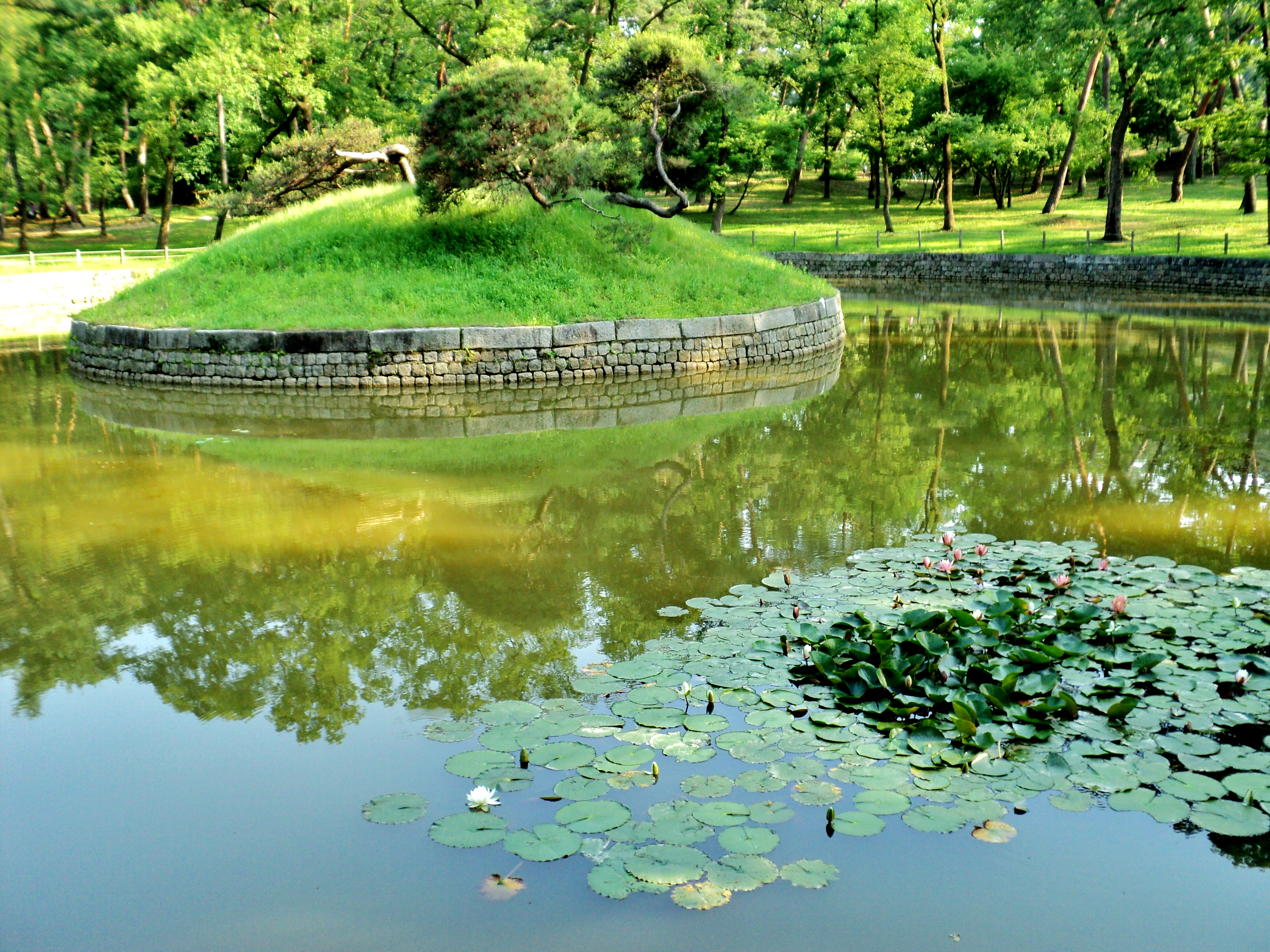
Hongjurung (Hongyureung)

| Sírcsoport                               | Sír neve                                 | Elhunytak neve | Év   | Hely               |
| ---------------------------------------- | ---------------------------------------- | --- | ---- | ------------------ |
|                                          | Csangnung (장릉, Jangneung)              | Indzso (Injo) király Injol (인열, Inyeol) királyné | 1731 | Kjonggi (Gyeonggi) |
|                                          | Csangnung (장릉, Jangneung)              | Tandzsong (Danjong) király | 1581 | Kangvon (Gangwon)  |
|                                          | Csangnung (장릉, Jangneung)              | Csongvon (정원, Jeongvon) nagyherceg (posztumusz: Vondzsong (원종, Wonjong) király) Jondzsu (연주, Yeonju) hercegné (posztumusz: Inhon (인헌, Inheon) királyné)                                      | 1627 | Kjonggi (Gyeonggi) |
|                                          | Csongnung (정릉, Jeongneung)             | Sindok (신덕, Sindeok) királyné (Thedzso (Taejo) király felesége) | 1409 | Szöul              |
| Hongjurung (홍유릉, Hongyureung)         | Hongnung (홍릉, Hongneung)               | Kodzsong (Gojong) császár Mjongszong (Myeongseong) császárné | 1919 | Kjonggi (Gyeonggi) |
| Hongjurung (홍유릉, Hongyureung)         | Jurung (유릉, Yureung)                   | Szundzsong (Sunjong) császár Szunmjong (순명, Sunmyeong) császárné Szundzsong ( 순정, Sunjeong) császárné                                                                                            | 1926 | Kjonggi (Gyeonggi) |
| Honillung (헌인릉, Heonilleung)          | Hollung (헌릉, Heolleung)                | Thedzsong (Taejeong) király Vongjong (원경, Wongyeong) királyné | 1420 | Szöul              |
| Honillung (헌인릉, Heonilleung)          | Illung (인릉, Illeung)                   | Szundzso (Sunjo) király Szunvon (순원, Sunwon) királyné | 1856 | Szöul              |
| Irung (의릉, Uireung)                    | Irung (Uireung)                          | Kjongdzsong (Gyeongjong) király Szoni (선의, Seonui) királyné | 1724 | Szöul              |
| Irung (의릉, Uireung)                    | Jonghüvon (영휘원, Yeonghwiwon)          | Szunhon (순헌, Sunheon), kübi rangú császári hitves (Kodzsong (Gojong) császár felesége) | 1911 | Szöul              |
| Irung (의릉, Uireung)                    | Szunginvon (숭인원, Sunginwon)           | I Dzsin (이진, Yi Jin) (Kodzsong (Gojong) unokája) | 1922 | Szöul              |
| Jongnjongnung (영녕릉, Yeongnyeongneung) | Jongnung (영릉, 英陵, Yeongneung)        | Szedzsong (Sejong) király Szohon ( 소헌, Soheon) királyné | 1469 | Kjonggi (Gyeonggi) |
| Jongnjongnung (영녕릉, Yeongnyeongneung) | Jongnung (영릉, 寧陵, Yeongneung)        | Hjodzsong (Hyojong) király Inszon (인선, Inseon) királyné | 1673 | Kjonggi (Gyeonggi) |
|                                          | Jonszangunmjo (연산군묘, Yeonsangunmyo)  | Jonszangun (Yeonsangun) király címétől megfosztott királyné a Sin klánból | 1506 | Szöul              |
| Junggollung (융건릉, Yunggeolleung)      | Jungnung (융릉, Yungneung)               | Szado (Sado) koronaherceg (posztumusz: Csangdzso (장조, Jangjo) császár) Hjegjong (혜경, Hyegyeong) hercegné (posztumusz: Hongjong (헌경, Heongyeong) császárné)                                     | 1789 | Kjonggi (Gyeonggi) |
| Junggollung (융건릉, Yunggeolleung)      | Kollung (건릉, Geolleung)                | Csongdzso (Jeongjo) király Hjoi (효의, Hyoui) királyné | 1800 | Kjonggi (Gyeonggi) |
|                                          | Kvangnung (광릉, Gwangneung)             | Szedzso (Saejo) király Csonghi (정희, Jeonghui) királyné | 1468 | Kjonggi (Gyeonggi) |
| Szamnung (삼릉, Samneung)                | Kongnung (공릉, Gongneung)               | Csangszun (장순, Jangsun) királyné (Jedzsong (Yejong) király felesége) | 1461 | Kjonggi (Gyeonggi) |
| Szamnung (삼릉, Samneung)                | Szullung (순릉, Sulleung)                | Kongje (공혜, Gonghye) királyné (Szongdzsong (Seongjong) király felesége) | 1474 | Kjonggi (Gyeonggi) |
| Szamnung (삼릉, Samneung)                | Jongnung (영릉, Yeongneung)              | Hjodzsang (진종, Hyojang) koronaherceg (posztumusz: Csindzsong (진종, Jinjong) király; Jongdzso (Yeongjo) király fia) Koronahercegő a Cso (Jo) klánból (posztumusz: Hjoszun (효순, Hyosun) királyné) | 1729 | Kjonggi (Gyeonggi) |
| Szarung (사릉, Sareung)                  | Szarung (사릉, Sareung)                  | Csongszun (정순, Jeongsun) királyné (Tandzsong (Danjong) király felesége) | 1521 | Kjonggi (Gyeonggi) |
| Szarung (사릉, Sareung)                  | Kvanghegunmjo (광해군묘, Gwanghaegunmjo) | Kvanghegun (Gwanghaegun) király Munszong (문성, Munseong) hercegné | 1641 | Kjonggi (Gyeonggi) |
| Szarung (사릉, Sareung)                  | Anbinmjo (안빈묘, Anbinmyo)              | Hjodzsong (Hyojong) király anbin rangú királyi ágyasa a Kim klánból | 1693 | Kjonggi (Gyeonggi) |
| Szarung (사릉, Sareung)                  | Szongmjo (성묘, Seongmyo)                | Szondzso (Seonjo) király kongbin rangú királyi ágyasa a Kim klánból | 1577 | Kjonggi (Gyeonggi) |
| Szondzsongnung (선정릉, Seonjeongneung)  | Szollung (선릉, Seolleung)               | Szongdzsong (Seongjong) király Csonghjon (정현, Jeonghyeon) királyné | 1495 | Szöul              |
| Szondzsongnung (선정릉, Seonjeongneung)  | Csongnung (정릉, Jeongneung)             | Csungdzsong (Jungjong) király | 1562 | Szöul              |
| Szoorung (서오릉, Seooreung)             | Kjongnung (경릉, Gyeongneung)            | Igjong (의경, Uigyeong) koronaherceg (posztumusz: Tokcsong (덕종, Deokjong) király) Szohje (소혜, Sohye) királyné (posztumusz cím)                                                                   | 1457 | Kjonggi (Gyeonggi) |
| Szoorung (서오릉, Seooreung)             | Cshangnung (창릉, Changneung)            | Jedzsong (Yejong) király Anszun (안순, Ansun) királyné | 1469 | Kjonggi (Gyeonggi) |
| Szoorung (서오릉, Seooreung)             | Ingnung (익릉, Ingneung)                 | Ingjong (인경, Ingyeong) királyné (Szukcsong (Sukjong) király felesége) | 1680 | Kjonggi (Gyeonggi) |
| Szoorung (서오릉, Seooreung)             | Mjongnung (명릉, Myeongneung)            | Szukcsong (Sukjong) király Inhjon (인현, Inhyeon) királyné Invon (인원, Inwon) királyné | 1701 | Kjonggi (Gyeonggi) |
| Szoorung (서오릉, Seooreung)             | Hongnung (홍릉, Hongneung)               | Csongszong (정성, Jeongseong) királyné (Jongdzso (Yeongjo) király felesége) | 1757 | Kjonggi (Gyeonggi) |
| Szoorung (서오릉, Seooreung)             | Szuncshangvon (순창원, Sunchangwon)      | Szunhö (순회, Sunhoe) herceg (Mjongdzsong (Myeongjong) fia) konghibin (gonghuibin) rangú hercegi hitves a Jun (Yun) klánból                                                                          | 1563 | Kjonggi (Gyeonggi) |
| Szoorung (서오릉, Seooreung)             | Szugjongvon (수경원, Sugyeongwon)        | jongbin (yeongbin) rangú királyi hitves az I (Yi) klánból (Jongdzso (Yeongjo) király ágyasa) | 1764 | Kjonggi (Gyeonggi) |
| Szoorung (서오릉, Seooreung)             | Jonghövon (영회원, Yeonghoewon)          | Szohjon (소현, Sohyeon) herceg (Indzso (Injo) fia) minhöbin (minhoebin) rangú felesége a Kang klánból                                                                                                | 1718 | Kjonggi (Gyeonggi) |
| Szoorung (서오릉, Seooreung)             | Tebinmjo (대빈묘, Daebinmyo)             | Csang hibin (Jang hui-bin), Szukcsong (Sukjong) király hibin (huibin) rangú ágyasa a Csang (Jang) klánból                                                                                            | 1701 | Kjonggi (Gyeonggi) |
| Szoszamnung (서삼릉, Seosamneung)        | Hirung (희릉, Huireung)                  | Csanggjong (장경, Janggyeong) királyné (Csungdzsong (Jungjong) király felesége) | 1537 | Kjonggi (Gyeonggi) |
| Szoszamnung (서삼릉, Seosamneung)        | Hjorung (효릉, Hyoreung)                 | Indzsong (Injong) király Inszong (인성, Inseong) királyné | 1545 | Kjonggi (Gyeonggi) |
| Szoszamnung (서삼릉, Seosamneung)        | Jerung (예릉, Yereung)                   | Csholdzsong (Cheoljong) király Cshorin (철인, Cheorin) királyné | 1863 | Kjonggi (Gyeonggi) |
| Szoszamnung (서삼릉, Seosamneung)        | Szogjongvon (소경원, Sogyeongwon)        | Szohjon (소현, Sohyeon) koronaherceg (Indzso (Injo) király fia) | 1645 | Kjonggi (Gyeonggi) |
| Szoszamnung (서삼릉, Seosamneung)        | Irjongvon (의령원, Uiryeongvon)          | Iszo (의소, Uiso) herceg (posztumusz koronaherceg; Szado (Sado) koronaherceg fia) | 1752 | Kjonggi (Gyeonggi) |
| Szoszamnung (서삼릉, Seosamneung)        | Hjocshangvon (효창원, Hyochangwon)       | Munhjo (문효, Munhyo) koronaherceg (Csongdzso (Jeongjo) király fia) | 1786 | Kjonggi (Gyeonggi) |
| Szoszamnung (서삼릉, Seosamneung)        | Hömjo (회묘, Hoemyo)                     | címétől megfosztott királyné a Jun (Yun) klánból (Szongdzsong (Seongjong) király felesége) | 1482 | Kjonggi (Gyeonggi) |
|                                          | Ollung (온릉, Olleung)                   | Tangjong (단경, Dangyeong) királyné (Csungdzsong (Jungjong) király felesége) | 1557 | Kjonggi (Gyeonggi) |
| Thegangnung (태강릉, Taegangneung)       | Therung (태릉, Taereung)                 | Mundzsong (문정, Munjeong) királyné (Csungdzsong (Jungjong) király felesége) | 1565 | Szöul              |
| Thegangnung (태강릉, Taegangneung)       | Kangnung (강릉, Gangneung)               | Mjongdzsong (Myeongjong) király Inszun (인순, Insun) királyné | 1567 | Szöul              |
| Tonggurung (동구릉, Donggureung)         | Hjerung (Hyereung) (혜릉)                | Tani (단의, Danui) királyné (Kjongdzsong (Gyeongjong) király felesége) | 1718 | Kjonggi (Gyeonggi) |
| Tonggurung (동구릉, Donggureung)         | Hjollung (Hyeolleung) (현릉)             | Mundzsong (Munjong) király Hjondok (현덕, Hyeondeok) királyné | 1452 | Kjonggi (Gyeonggi) |
| Tonggurung (동구릉, Donggureung)         | Hürung (Hwirung) (휘릉)                  | Csangnjol (장렬, Jangnyeol) királyné (Indzso (Injo) király felesége) | 1688 | Kjonggi (Gyeonggi) |
| Tonggurung (동구릉, Donggureung)         | Kjongnung (Gyeongneung) (경릉)           | Hondzsong (Heonjong) király Hjohjon (효현, Hyohyeon) királyné Hjodzsong (효정, Hyojeong) királyné | 1849 | Kjonggi (Gyeonggi) |
| Tonggurung (동구릉, Donggureung)         | Konvollung (Geonwolleung) (건원릉)       | Thedzso (Taejo) | 1408 | Kjonggi (Gyeonggi) |
| Tonggurung (동구릉, Donggureung)         | Mongnung (Mongneung) (목릉)              | Szondzso (Seonjo) király Iin (의인, Uiin) királyné Inmok (인목) királyné | 1600 | Kjonggi (Gyeonggi) |
| Tonggurung (동구릉, Donggureung)         | Szungnung (Sungneung) (숭릉)             | Hjondzsong (Hyeonjong) király Mjongszong (명성, Myeongseong) királyné | 1674 | Kjonggi (Gyeonggi) |
| Tonggurung (동구릉, Donggureung)         | Szurung (Sureung) (수릉)                 | Hjomjong (Hyomyeong ) koronaherceg (posztumusz neve: Ikcsong (익종, Ikjong) király) Sindzsong (신정, Sinjeong) (posztumusz) királyné                                                                 | 1890 | Kjonggi (Gyeonggi) |
| Tonggurung (동구릉, Donggureung)         | Vollung (Wolleung) (원릉)                | Jongdzso (Yeongjo ) király Csongszun (정순, Jeongsun) királyné | 1776 | Kjonggi (Gyeonggi) |
| Tonggurung (동구릉, Donggureung)         | Mjongbinmjo (Myeongbinmyo) (명빈묘)      | Thedzsong (Taejong) király mjongbin (myeongbin) rangú királyi ágyasa a Kim klánból | 1479 | Kjonggi (Gyeonggi) |
| Források: CHA                            |                                          | |      |                    |

## Szokások és rituálék
A királysírokkal kapcsolatos rituálékat szentnek és sérthetetlennek tartották, egészen a japán gyarmati korszakig gyakorolták őket. A gyarmati időkben és a koreai háború alatt elmaradtak ezek a rítusok, azonban 1966-ban újraélesztették őket, hagyományőrzési céllal.
A temetkezéssel kapcsolatos rítusok neve hjungnje (hyungnye) (흉례), melynek szabályait a Szedzsong sillok (Sejong sillok) (세종실록, 世宗實綠; „Szedzsong (Sejong) krónikái”) és a Kukcso orjei (Gukjo Oryeui) (국조오례의, 國朝五禮儀; „Az állam öt rítusa”) könyvek taglalták. Hivatalnokok három dokumentumot készítettek az elhunyt királyról: sillok (실록, krónikák), igve (uigwe) (의궤, állami események feljegyzései), valamint nungdzsi (neungji) (능지, temetési feljegyzések).

### Előkészületek
A király halálának hírekor a családtagok levetették díszes királyi öltözéküket, egyszerű, díszítetlen viseletbe öltöztek, hajukat kiengedték. A király halála után öt napig minden piacnak zárva kellett lennie, három hónapig pedig szüneteltek a szórakoztató események (zenés mulatságok), tilos volt házasságot kötni és élő állatot levágni. A Hivatalnokügyi Minisztérium ilyenkor három ideiglenes hivatalt hozott létre: a Királyi Koporsó Hivatalát, a Királyi Temetés Hivatalát és a Királysír Hivatalát. Ezek feladata volt irányítani a temetkezéssel kapcsolatos munkálatokat. Az első hivatal a koporsó mellett a halotti ruházatért, a halotti tábláért (amire felkerül az elhunyt neve), a hivatalos gyászolók ruházatáért volt felelős; a második hivatal a temetéshez szükséges tárgyak elkészültét felügyelte (porcelánvázák, berendezési tárgyak, hangszerek, ravatal, a rituáléhoz szükséges eszközök, királyi pecsétek); a harmadik hivatal volt felelős a sír megépítéséért. A főváros elöljárója felelt a sírhoz vezető utak és hidak karbantartásáért.

### Temetés
A testet először fehér selyembe öltöztették, a harmadik napon újabb ruhadarabokba, majd az ötödik napon a végső ruházatba, amit követően a testet koporsóba helyezték. Ezután megkoronázták az új királyt. A királyok és a királynék esetében a protokoll öt hónapnyi gyászidőt írt elő a sírba helyezésig. A testet jéggel tartósították, Szöulban két jégtároló volt (Tongbinggo (Dongbinggo), Szobinggo (Seobinggo)). A koporsót jéglapra fektették, amit bambusszal vettek körbe és jéggel pakoltak meg. Mintegy 15 000 jégtömbre volt szükség az öt hónapos hűtés során. Az olvadó jég vizét szárított tengeri hínárral fogták fel.
A palotában tartott szertartást követően a testet meghatározott útvonalon szállították a sírhoz, a menetet a királyi családon és a hivatalnokokon kívül mintegy 5000–10 000 fős gyászoló gyülekezet alkotta. A menet általában éjjel indult, így több száz fáklyahordóra is szükség volt. Az út szélén gyászviseletbe öltözött parasztok búcsúztak a királytól. A sír távolságától függően akár több napig is eltartott a gyászmenet.